# 존 리어리 (야구인)
존 루이스 리어리(영어: John Louis Leary, 1891년 5월 2일~1961년 8월 18일)는 미국의 프로 야구 선수이다. 1914년부터 1915년까지 메이저 리그 베이스볼(MLB)의 세인트루이스 브라운스에서 1루수와 포수로 뛰었다.